# Volkmar Resch
Volkmar Resch (* 14. August 1938 in Planitz) war Fußballspieler und Fußballtrainer in Zwickau. Für Motor/Sachsenring Zwickau spielte er in der DDR-Oberliga, der höchsten ostdeutschen Fußballklasse. Er gewann einmal den DDR-Fußballpokal.

## Sportliche Laufbahn
Resch begann 1953 Fußball zu spielen bei der BSG Einheit Zwickau. Danach spielte er bis zu seinem 25. Lebensjahr bei der Betriebssportgemeinschaft Aktivist Karl Marx  in Zwickau, zuletzt in der zweitklassigen DDR-Liga. Im Sommer 1963 wechselte er zum Lokalrivalen, dem Oberligisten Motor Zwickau. Sein erstes Spiel in der Oberligamannschaft bestritt Resch am 13. Spieltag der Saison 1963/64. In dem am 8. Dezember 1963 ausgetragenen Punktspiel Lok Stendal – Motor Zwickau spielte er als Rechtsaußenstürmer für den ausgefallenen Günter Jacob. Für den Rest der Spielzeit wurde Resch nicht mehr in der Oberliga eingesetzt. In der folgenden Saison 1964/65 war er jedoch bereits Stammspieler, er absolvierte in der Regel als rechter Mittelfeldspieler sämtlich Punktspiele. Auch in den folgenden Spielzeiten gehörte er zum Stammpersonal der Zwickauer, die sich ab 1968 Sachsenring Zwickau nannten. Seinen einzigen Titel gewann Resch im DDR-Fußballpokal. Am 30. April 1967 stand er als rechter Stürmer im Pokalendspiel, das Motor Zwickau mit 3:0 über Hansa Rostock gewann. Nachdem Resch in der Saison 1969/70 nur zehn Oberligapunktspiele bestreiten konnte, kam er in seiner letzten Oberligasaison 1970/71 noch einmal in 21 Punktspielen zum Einsatz. Am 16. Juni 1971, dem letzten Saisonspieltag, stand er in der Begegnung Dynamo Dresden – Sachsenring Zwickau (4:2) ab der 72. Minute zum letzten Mal in der Zwickauer Oberligamannschaft. Damit war er innerhalb von acht Spielzeiten auf 146 von 208 möglichen Oberligaspielen gekommen und hatte als etatmäßiger Mittelfeldspieler sechs Tore erzielt. Außerdem wirkte er in einem Europapokalspiel mit. Seine Laufbahn als Fußballspieler beendete er in der 2. Mannschaft von Sachsenring Zwickau.
Diese Mannschaft war auch seine erste Trainerstation. Von 1978 bis 1986 war er Assistenztrainer der 1. Sachsenring-Mannschaft und überlebte in dieser Zeit vier Cheftrainer, ehe er 1988 zusammen mit Jürgen Croy aus dem Trainerteam ausschied. Anschließend übernahm er bei der 1. Mannschaft die Funktion des Mannschaftsleiters.